# Nénébouro
Nénébouro est une localité située dans le département de Kaïn de la province du Yatenga dans la région Nord au Burkina Faso, à proximité de la frontière avec le Mali. 

## Géographie
Nénébouro est situé à 25 km au sud-ouest de Kaïn, le chef-lieu du département, à 60 km au nord-ouest de Ouahigouya et à 3 km à l'est de la frontière avec le Mali. Le village est traversé par la route nationale 2 reliant Ouahigouya à la frontière malienne.

## Démographie
Lors du recensement de 2006, on y a dénombré 369 habitants. 

## Santé et éducation
Le centre de soins le plus proche de Nénébouro est le centre de santé et de promotion sociale (CSPS) de Kaïn tandis que le centre hospitalier régional (CHR) se trouve à Ouahigouya.
Le village possède une école primaire publique.